# Franklintown (Pensilvania)
Franklintown es un borough ubicado en el condado de York en el estado estadounidense de Pensilvania. En el año 2000 tenía una población de 678 habitantes y una densidad poblacional de 740.7 personas por km².

## Geografía
Franklintown se encuentra ubicado en las coordenadas 40°04′36″N 77°01′47″O / 40.07667, -77.02972.

## Demografía
Según la Oficina del Censo en 2000 los ingresos medios por hogar en la localidad eran de $43,409 y los ingresos medios por familia eran $47,813. Los hombres tenían unos ingresos medios de $33,571 frente a los $22,315 para las mujeres. La renta per cápita para la localidad era de $18,882. Alrededor del 9.6% de la población estaba por debajo del umbral de pobreza.